# Conocrambus
Conocrambus és un gènere d'arnes de la família Crambidae.

## Taxonomia
- Conocrambus atrimictellus Hampson, 1919
- Conocrambus dileucellus (Hampson, 1896)
- Conocrambus medioradiellus (Hampson, 1919)
- Conocrambus wollastoni (Rothschild, 1916)
- Conocrambus xuthochroa (Turner, 1947)